# Iphigenia indica
Iphigenia indica là một loài thực vật có hoa trong họ Colchicaceae. Loài này được (L.) A.Gray ex Kunth miêu tả khoa học đầu tiên năm 1833.